# Tin-Chau Tsui
Tin-Chau Tsui (Hongkong, 1958) (jiaxiang: Guangdong, Zhongshan) is een Chinese Nederlander die bekendheid geniet in de Chinese gemeenschap in Nederland. In 1972 emigreerde hij naar Nederland.
Na de middelbare school heeft hij zijn studies bij de Katholieke Pedagogische Academie te Maastricht en bij de Rijksuniversiteit Leiden, vakgroep Talen en Culturen van China afgerond. In 2017 is Tsui gepromoveerd aan de KU Leuven.
Tsui was docent Chinees op Zuyd Hogeschool in Maastricht van 1989 tot begin 2021, waarna hij met pensioen ging. Daarnaast ontwikkelt hij leermiddelen en lesmethoden voor de lessen Chinees en voor Chinese (zaterdag) scholen in Nederland. Bekend is zijn cursus: Chinees? 'n Makkie! (中文？好学！). Tot 2010 was Tsui ook leraar op het Gemeentelijk Gymnasium Hilversum en het Limburgse Eijkhagencollege/Charlemagne College
Tsui is vooral bekend bij de Chinese gemeenschap in Nederland door de Chinese uitzending van de NPS, Snelle berichten Nederland-China. Van 1996 tot 2005 presenteerde hij de Nederlandse cursus: "Aa Laa (alle) dingen Yeung Yeung Sóow/阿啦dingen樣樣數". Daarnaast presenteerde hij ook de cursus "Dag in dag uit Nederlands/荷语日日讲". Samen met Yiu-Fai Chow presenteerde Tsui verder luchtige zomerprogramma’s zoals "Yauw Moow Kôk Tsôh有冇搅错".

## Publicaties
Naast lesmethoden en leermiddelen heeft Tsui de volgende werken gepubliceerd:
- T.C. Tsui (1995). Chinese Wijsheden en parallelle Nederlandse gezegdes in twee talen
- Geense, P. & T.C. Tsui (2001). Chinees. In: G. Extra & J.J. de Ruiter (red). Babylon aan de Noordzee. Nieuwe talen in Nederland.
- Tsui, T. C., & Kooi, R. (2014). Succesvolle studenten in toegepaste taalstudie: de voorspellende kracht van eindexamenresultaten. Tijdschrift Voor Hoger Onderwijs (32, 4)
- Tsui T.C., Kooi R., Sercu L. (2017). The Relationship between Dropout Rates of a Chinese Language Course and Student Learning Motivation and Personal Factors. International Journal of Chinese Language Education, 1 (June), 215-244.